# Stenoxylita trialbofasciata
Stenoxylita trialbofasciata là một loài bọ cánh cứng trong họ Melandryidae. Loài này được Hayashi & Kojima miêu tả khoa học năm 1956.